# Seodaemun-gu
Seodaemun-gu är ett av de 25 stadsdistrikten (gu) i Sydkoreas huvudstad Seoul. Det ligger i den nordvästra delen av staden. Namnet kommer från Seodaemun, vilket betyder bokstavligen "Great West Gate", som en gång var belägen i distriktet. Seodaemun var en av de fyra stora portarna till stadsmuren som omgav Joseon huvudstad Hanyang (endast Dongdaemun och Namdaemun överleva intakt, även om den senare förstördes av mordbrand 2008 och först nyligen återuppbyggd).

## Administrativa indelningar
Seodaemun-gu består av 14 administrativa stadsdelar (dong):

- Bugahyeon-dong (북아현동 北阿峴洞)
- Bukgajwa 1-dong (북가좌1동 北加佐1洞)
- Bukgajwa 2-dong (북가좌2동 北加佐2洞)
- Cheonyeon-dong  (천연동 天然洞)
- Chunghyeon-dong (충현동 忠峴洞)
- Hongeun 1-dong (홍은1동 弘恩1洞)
- Hongeun 2-dong (홍은2동 弘恩2洞)
- Hongje 1-dong (홍제1동 弘濟1洞)
- Hongje 2-dong (홍제2동 弘濟2洞)
- Hongje 3-dong (홍제3동 弘濟3洞)
- Namgajwa 1-dong (남가좌1동 南加佐1洞)
- Namgajwa 2-dong (남가좌2동 南加佐2洞)
- Sinchon-dong (신촌동 新村洞)
- Yeonhui-dong  (연희동 延禧洞)